# Aechmea streptocalycoides
Espèce
Classification phylogénétique
Aechmea streptocalycoides est une espèce de plantes à fleurs de la famille des Bromeliaceae qui se rencontre en Équateur et au Pérou.

## Distribution
L'espèce se rencontre dans la province de Napo en Équateur et au Pérou.